# Fernando Baquero Mochales
Fernando Baquero   Mochales (Madrid, 9 de junio de 1941) es un médico  español, Profesor de Investigación en el Área de Investigación de Biología y Evolución de Microorganismos, Instituto Ramón y Cajal de Investigaciones Sanitarias (IRYCIS), en el Servicio de Microbiología del Hospital Ramón y Cajal de Madrid. Ha trabajado como experto en biología evolutiva de bacterias y en patogénesis bacteriana del Centro de Astrobiología dependiente del CSIC - INTA, asociado al NASA Astrobiology Institute. También se ha encargado de la Dirección Científica del Instituto Ramón y Cajal de Investigación Sanitaria (IRYCIS).

## Formación y carrera científica
Fernando Baquero cursa la carrera de Medicina en la Universidad Complutense de Madrid. En 1973-1975 realiza estancias en el Instituto Pasteur de París donde sigue cursos sobre Bioquímica, genética y ecología de las bacterias resistentes a los antibióticos. Se incorpora al Hospital Universitario La Paz como investigador en microbiología, llegando a ser Jefe de Servicio. Pasa posteriormente pasa al recién creado Hospital Universitario Ramón y Cajal de Madrid, dependiente del Instituto Madrileño de Salud), donde ocupa desde 1977 a 2008 el puesto de director del Departamento de Microbiología. Desde 2002 hasta 2015 es investigador sénior en el Laboratorio de Evolución Bacteriana en el Centro de Astrobiología (CSIC / INTA / NASA) en Madrid.  Desde 2008 hasta 2015, Director Científico del Instituto Ramón y Cajal de Investigaciones Sanitarias (IRYCIS). Ha sido Director de Grupo y pertenece al Centro de Investigación en Red en Epidemiología y salud Pública (CIBERESP).  Profesor de Investigación en el área de Biología y Evolución de Microorganismos del IRYCIS hasta la fecha. A partir de 2008 y hasta la actualidad, Profesor de Investigación en el Servicio de Microbiología del Hospital Ramón y Cajal, en la Fundación de Investigaciones Biomédicas del Instituto Ramón y Cajal de Investigaciones Sanitarias (IRYCIS). Miembro del Consejo Científico y Comisión Ejecutiva de la Fundación GADEA-Ciencia .

## Áreas de investigación
Es autor de más de 800 publicaciones en libros y revistas científicas, siendo uno de los investigadores españoles con más referencias en bases de datos científicas. Las principales áreas de investigación de Fernando Baquero son:
- Mecanismos de detección, bioquímica, genética, ecología y evolución de la resistencia a los antibióticos, con descubrimiento de numerosos mecanismos de resistencia y particularmente de trayectorias evolutivas y selección de clones y genes de resistencia.
- Mecanismos de patogenicidad bacteriana, particularmente en Listeria: su grupo demostró la presencia de plásmidos en Listeria, identificó el papel de la hemolisina en su patogénesis y ha participado en la secuenciación de su genoma;
- Interacciones bacterianas, como las mediadas por péptidos: Es descubridor de las (microcinas), las diferenció de las colicinas y describió el mecanismo genético de su producción en Enterobacteriaceae ;
- Biología evolutiva de bacterias, y en particular propone el análisis multi-jerárquico de la evolución en bacterias (de los genes a los ecosistemas), en el que ha desarrollado métodos de simulación evolutiva basados en membrane computing, que también son aplicables a diversas situaciones de predicción de intervenciones en epidemias.

## Sociedades científicas y premios
Ha sido presidente de la Sociedad Española de Microbiología, del Grupo Europeo de Estudio para Vigilancia de la Resistencia a los Antibióticos (ESGARS), y miembro del comité rector de la Asociación para el Uso Prudente de los Antibióticos (APUA). También es miembro de la Academia Estadounidense de Microbiología, y de la Academia Europea de Microbiología, de la Academia Europea de Microbiología Clínica y Enfermedades Infecciosas, así como miembro de honor de la Sociedad Española de Biología Evolutiva. Es Miembro del Consejo Científico y del Comité Permanente, así como del Patronato de la Fundación Gadea-Ciencia, que agrupa todas las ciencias.
Se le otorgó el premio ICAAC de la Sociedad Americana de Microbiología (ASM) en 2002, el premio a la Excelencia de la Sociedad Europea de Microbiología Clínica y Enfermedades Infecciosas en 2005, la medalla Garrod de la Sociedad Británica de Quimioterapia Antimicrobiana en 2010, el Premio Descartes de la Comunidad Europea la Cooperación Científica internacional en 2011, el premio André Lwoff de la Federación Europea de Sociedades de Microbiología en 2015, y el Premio Arima para Microbiología Aplicada de la Unión Internacional de Sociedades de Microbiología en 2017. 
Es miembro de la Academia Americana de Microbiología, de la Academia Europea de Microbiología y de la Academia Europea de Enfermedades Infecciosas y Microbiología Clínica.